# Grote albatros
De grote albatros (Diomedea exulans) is een vogel uit de familie van de albatrossen (Diomedeidae). De wetenschappelijke naam van de soort werd in 1758 gepubliceerd door Carl Linnaeus. De naam 'exulans' betekent 'zwervend' of 'in ballingschap levend'.

## Veldkenmerken
De vogel heeft een lengte van 110 cm en het gewicht bedraagt 8 tot 12 kg. De gemiddelde spanwijdte is ruim 3 m; geen enkele andere vogel heeft een grotere spanwijdte. Een volwassen mannetje is overwegend wit met alleen wat zwart op vleugeltoppen en staart. Het vrouwtje is iets donkerder. Jonge vogels zijn chocoladebruin met een wit gelaat en dito ondervleugel. De snavel van de albatros bestaat uit een aantal verhoornde lagen die met elkaar vergroeid zijn.

## Leefwijze
Zijn voedsel bestaat hoofdzakelijk uit inktvissen en kleine beenvissen en kreeftachtigen, en uit dierlijk afval dat op zee drijft.

## Voortplanting
Deze vogel broedt om het jaar, want het grootbrengen van het kuiken vergt ruim een jaar. In het tussenjaar ruien de vogels. Het nest is slordig gebouwd uit grassen, mossen en modder. Daarin bevindt zich een enkel ei, dat door beide ouders wordt uitgebroed. Na de geboorte wordt het jong nog 9 maanden gevoerd.

## Verspreiding
In 2010 werd de populatie geschat op 20.100 paar verdeeld over eilanden in de zuidelijke Atlantische Oceaan en de Zuidelijke Oceaan zoals Zuid-Georgia, de Prins Edwardeilanden, Marioneiland, de Crozeteilanden, de Kerguelen en Macquarie-eiland. De populatie op Zuid-Georgia neemt met 20% per 10 jaar af (ca. 2% per jaar). De totale afname wordt geschat op 30% over 70 jaar (ca. 0,5% per jaar)

## Bedreiging
Heel vroeger werd de vogel direct bedreigd door jacht. Die tijd is lang voorbij; de grootste bedreigingen vormen nu de onopzettelijke bijvangsten bij de langelijnvisserij en plastic afval in zee. Om deze redenen staat de grote albatros op de Rode Lijst van de IUCN als kwetsbaar.

## Meer beeldmateriaal
- Opstijgende grote albatros

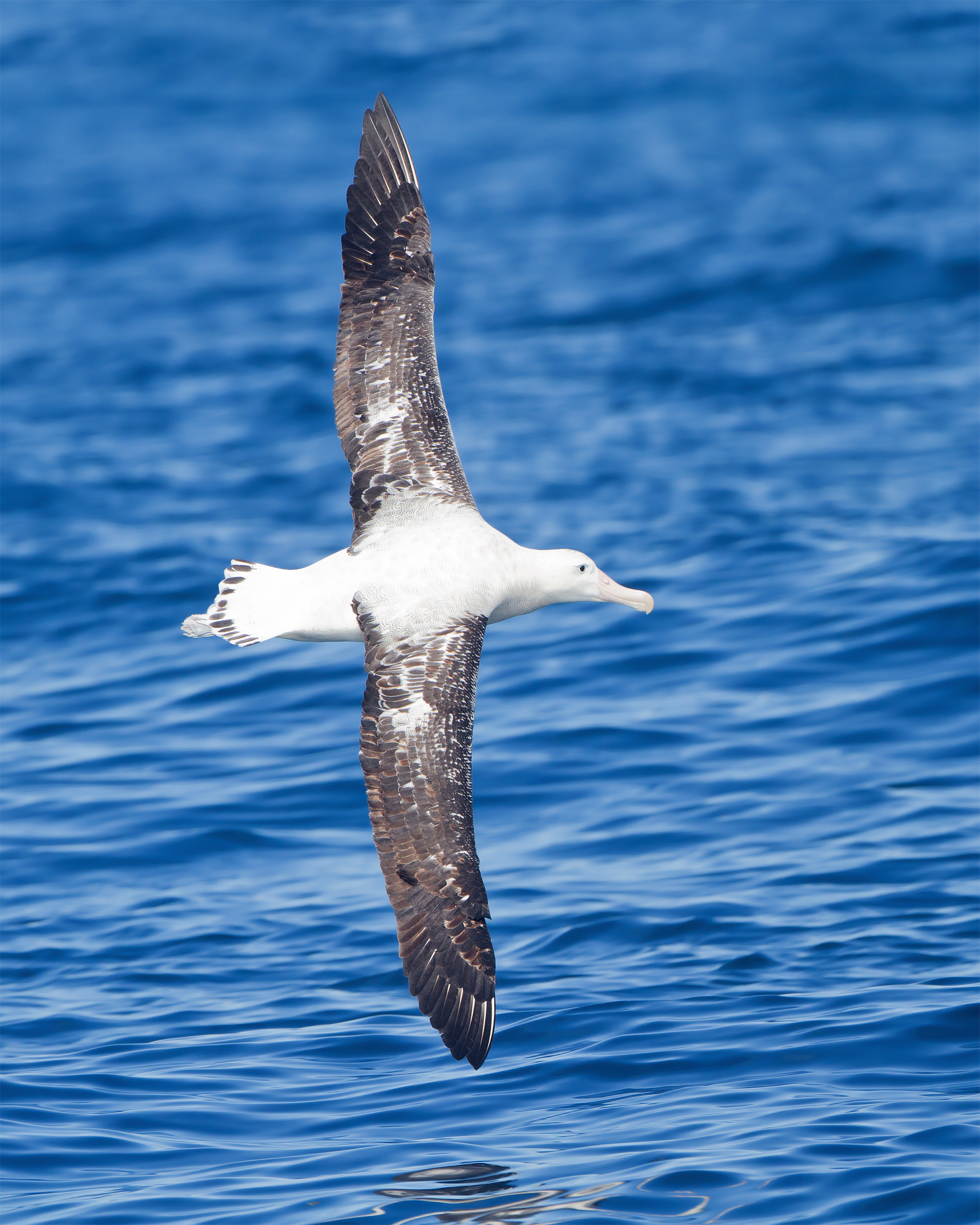
Vliegend
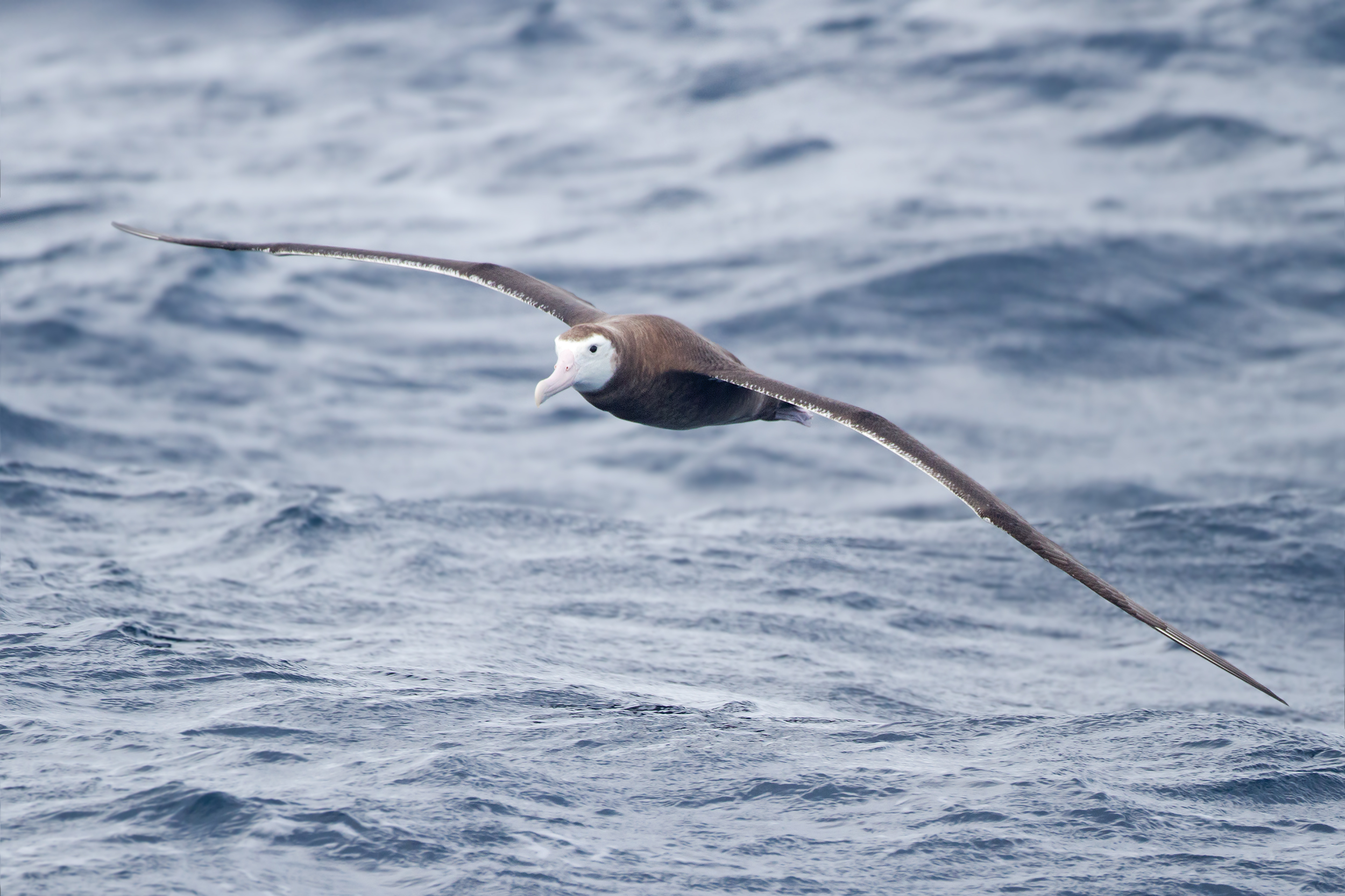
Juveniel in vlucht
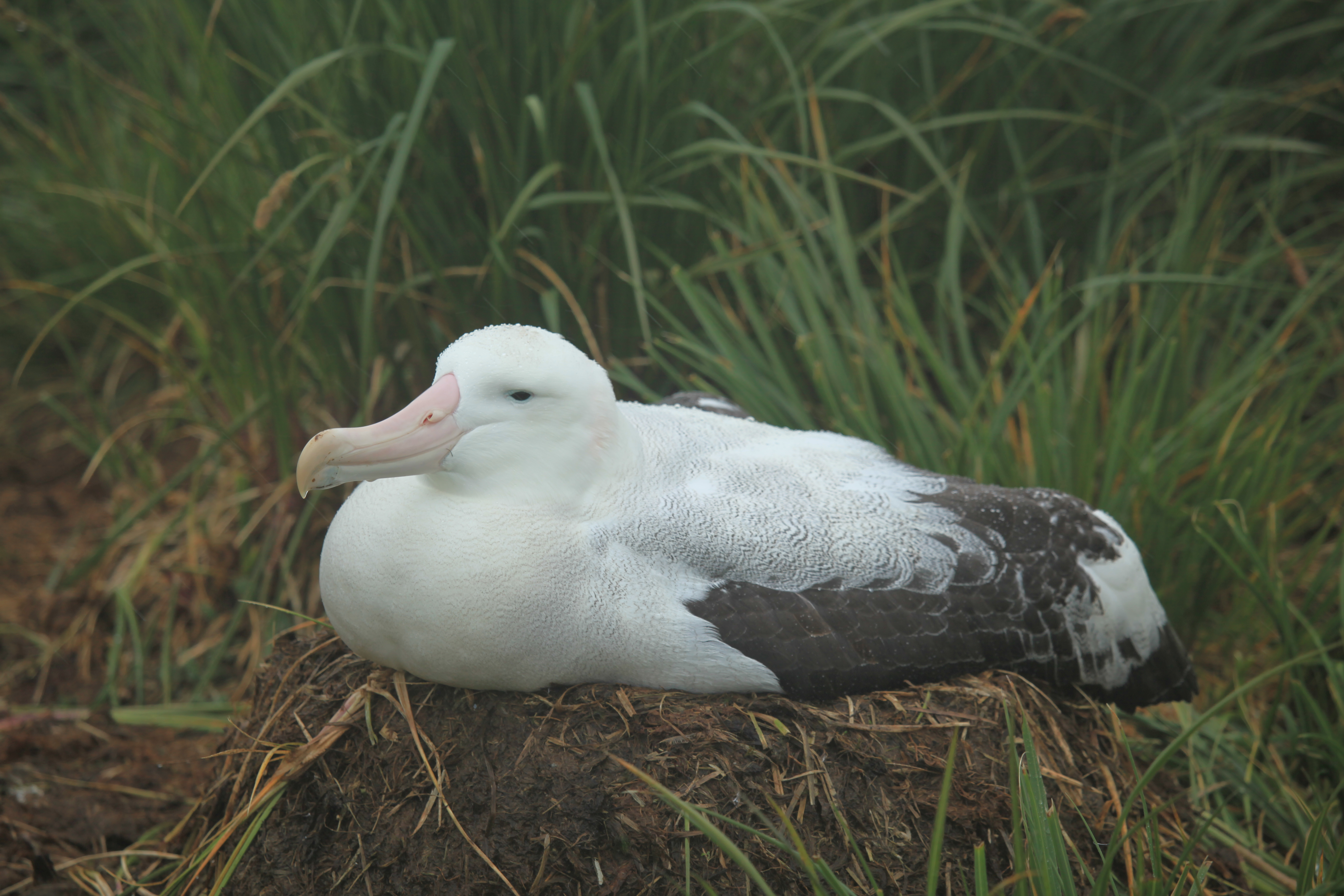
Op het nest
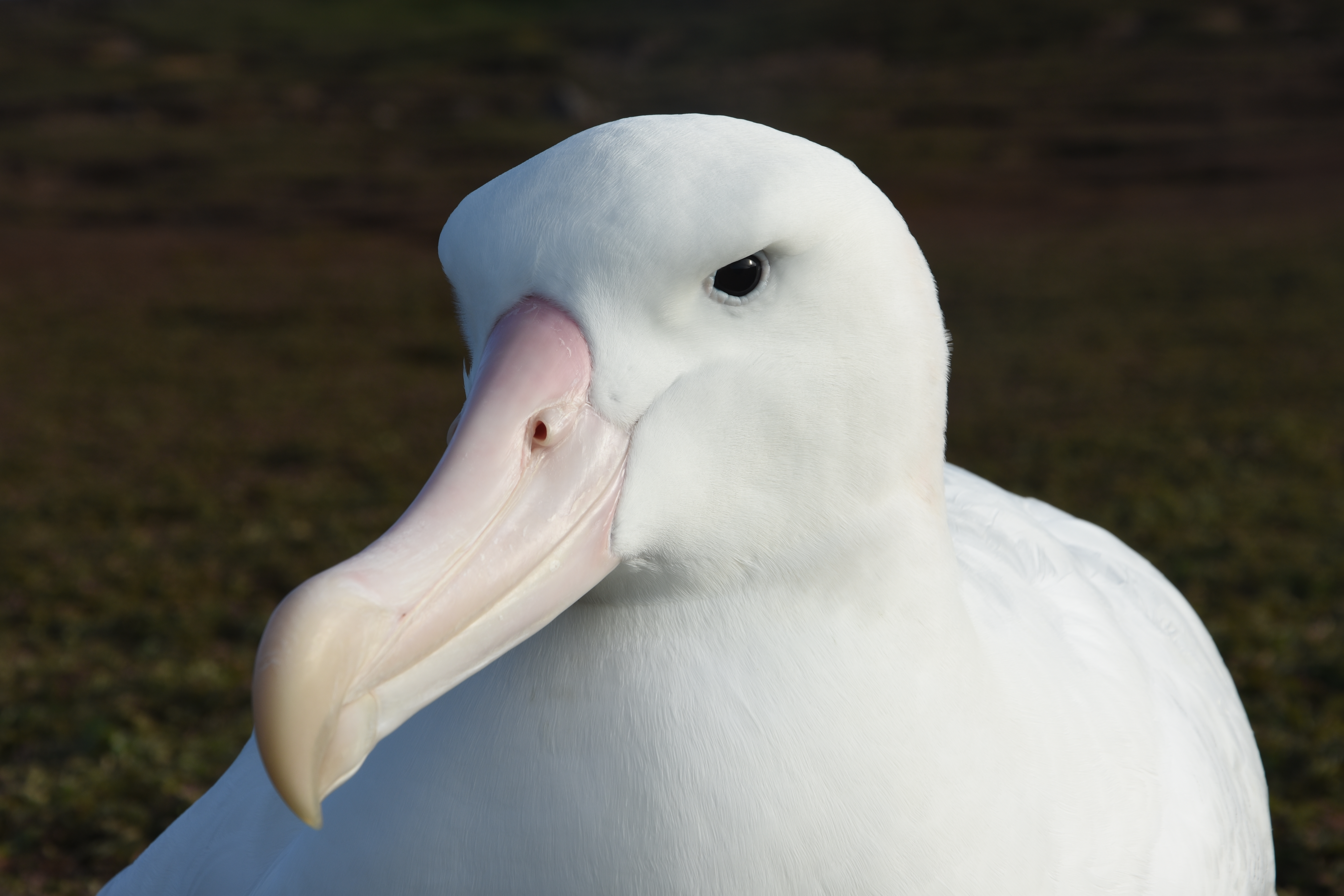
Kop en snavel
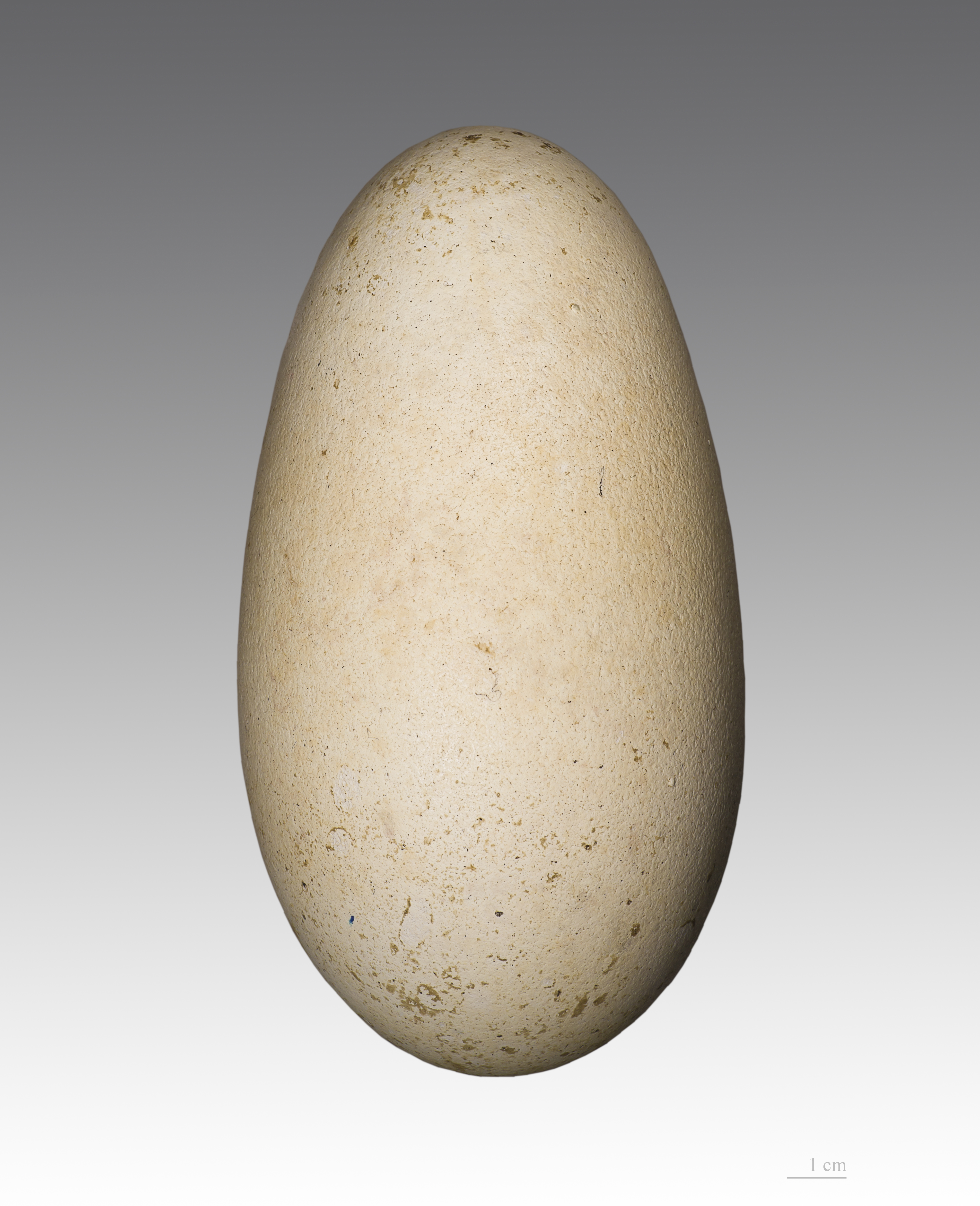
ei